# Nathan Mitchell
Nathan Mitchell (Mississauga, 6 dicembre 1988) è un attore canadese.

## Biografia
È noto per il ruolo di Black Noir nella serie Amazon Prime Video The Boys, basata sull'omonima serie di fumetti.  Mitchell ha debuttato nel 2007 con un ruolo ricorrente nella serie Aliens in America. È apparso in Arrow, The Tomorrow People, Timeless, iZombie e Supernatural. Mitchell è apparso anche nel film del 2018 Scorched Earth e nella serie Netflix originale, Ginny & Georgia nella parte di Zion Miller. 
Mitchell è di origine trinidadiana e giamaicana.

## Filmografia

### Cinema
- The Marine 5: Battleground, regia di James Nunn, (2017)
- Scorched Earth - Cacciatrice di taglie (Scorched Earth), regia di Peter Howitt (2018)

### Televisione
- Aliens in America — serie TV, (2007)
- Flashpoint — serie TV, (2010)
- Covert Affairs — serie TV, (2010)
- National Museum - Scuola di avventura — serie TV, (2010)
- Essere Indie — serie TV, (2010-2011)
- Falling Skies — serie TV, (2011)
- The Tomorrow People — serie TV, (2013-2014)
- The Lottery — serie TV, (2014)
- Cedar Cove — serie TV, (2014)
- Rush — serie TV, (2014)
- Arrow — serie TV, (2014)
- Motive — serie TV, (2015-2016)
- The Real MVP: The Wanda Durant Story — serie TV, (2016)
- Electra Woman e Dyna Girl — serie TV, (2016)
- Twist of Fate — serie TV, (2016)
- Newlywed and Dead — serie TV, (2016)
- Timeless — serie TV, (2016)
- iZombie — serie TV, (2016-2017)
- Supernatural — serie TV, (2017)
- Rogue — serie TV, (2017)
- Psych: The Movie, regia di Steve Franks - film TV (2017)
- Doomsday, regia di Joachim Rønning - film TV (2017)
- The Boys — serie TV, (2019-in corso)
- Ginny & Georgia — serie TV, (2020)

## Doppiatori italiani
Nelle versioni in italiano delle opere in cui ha recitato, Nathan Mitchell è stato doppiato da:
- Roberto Gammino in Arrow
- Alessandro Ballico in Motive
- Massimo Bitossi in Scorched Earth - Cacciatrice di taglie
- Lorenzo De Angelis in The Boys
- Francesco De Francesco in Ginny & Georgia